# À la faveur de l'automne
 (février 2017).
Si vous disposez d'ouvrages ou d'articles de référence ou si vous connaissez des sites web de qualité traitant du thème abordé ici, merci de compléter l'article en donnant les références utiles à sa vérifiabilité et en les liant à la section « Notes et références ».
Albums de Tété
L'Air de rien
(2001) Le Sacre des lemmings et autres contes de la lisière
(2006)
À la faveur de l'automne est le troisième album de Tété sorti en 2003. Il est composé de 17 pistes audio.

## Liste des titres
Toutes les chansons sont écrites et composées par Tété (Niang Mahmoud Tété).
| 1.    | À la faveur de l'automne                                                | 3:43 |
| 2.    | Emma Stanton                                                            | 2:51 |
| 3.    | Le songe de Marie                                                       | 0:23 |
| 4.    | La ballade Oogie Tsuggie (Les temps changent)                           | 2:22 |
| 5.    | Les matins de peu                                                       | 2:48 |
| 6.    | Montréal                                                                | 3:30 |
| 7.    | Ton absence                                                             | 4:18 |
| 8.    | Le retour d'Ootsie-Putsie                                               | 0:29 |
| 9.    | Une bonne paire de claques                                              | 4:22 |
| 10.   | Je l'appelle de mes vœux                                                | 4:40 |
| 11.   | La pudeur                                                               | 3:29 |
| 12.   | La Tchave                                                               | 2:38 |
| 13.   | Inspiration et circonstances                                            | 4:07 |
| 14.   | Le Long De La Grève                                                     | 0:40 |
| 15.   | Routine                                                                 | 3:09 |
| 16.   | Ces grands moments de solitude (Ou l'art délicat de passer pour un con) | 3:05 |
| 17.   | Flou                                                                    | 5:53 |
| 52:35 |                                                                         |      |

| 18. | À la faveur de l'automne (Live Version) | 4:08 |
| 19. | Rédemption (Live Version)               | 6:04 |

Note
Une édition limitée a été éditée avec un recueil de crayonnés et extraits manuscrits de Tété.

## Crédits

### Membres du groupe
La musique, les paroles, l'arrangement et la production sont assurés par Tété
- Agathe Sahraoui : chœurs
- Alberto Malo, Philippe Entressangle : batterie
- Jean-Louis Piérot : claviers
- Marcello Giuliani : guitare électrique
- Didier Gris : mandoline
- Lionel Surin : cor d'harmonie

### Équipe technique
- Les Valentins : production, arrangement
- Jean-francois Delort : mixage, enregistrement
- Jean-Marc Lubrano : photographie